# Łukowo (Macedonia Północna)
Łukowo lub Lukovo (maced. Луково) – wieś w północno-wschodniej Macedonii Północnej, w gminie Kratowo.